# Wednesday Morning, 3 A.M.
Wednesday Morning 3A.M. é o álbum de estreia da dupla Simon & Garfunkel, lançado em 1964.
Originalmente lançado em vinil, suas músicas são todas em estilo folk music ou espiritual, muito típicas da época hippie, com uma temática que vai do religioso ou pacifismo e até sobre problemas urbanos. Embora entre elas haja uma antífona em latim ("Benedictus").
O álbum foi inicialmente mal-sucedido, tendo sido lançado à sombra da entrada dos Beatles em cena. O fato resultou na mudança de Paul Simon para a Inglaterra e a retomada por parte de Art Garfunkel de seu estudos universitários na Universidade Columbia em Nova Iorque.

## Faixas
1. "You Can Tell the World"
2. "Last Night I Had the Strangest Dream"
3. "Bleecker Street"
4. "Sparrow"
5. "Benedictus"
6. "The Sounds of Silence"
7. "He Was My Brother"
8. "Peggy-O"
9. "Go Tell It on The Mountain"
10. "The Sun Is Burning"
11. "The Times They Are A-Changin'"
12. "Wednesday Morning, 3 A.M."

## Desempenho nas paradas
| parada musical (1964) | melhor posição        |
| --------------------- | --------------------- |
| UK Albums Chart       | 24[carece de fontes?] |
| Billboard 200         | 30                    |